# Kuća (1975.)
Kuća, hrvatski dugometražni film iz 1975. godine.